# Гедда Вагнер
Гедвіг (Гедда) Елізабет Марія Вагнер (нiм. Hedda Wagner, 21 січня 1876, Нідернгарт — 24 березня 1950, Лінц) — австрійська письменниця, композиторка, музична педагогиня та феміністка.

## Життєпис
Гедда Вагнер була донькою лікаря і виросла в матеріально забезпеченій родині. Її батько був вільнодумцем і не вважав себе належним до жодної релігійної конфесії, що мало великий вплив на Гедвіг. Вона вивчила кілька іноземних мов, таких як англійська, французька, італійська, російська, чеська, латинська, грецька, іврит, а згодом і санскрит. Навчалась в приватних школах, в 1896 році з відзнакою склала у Відні державний іспит з фортепіано, теорії музики та композиції.
У 1912 році стала членкинею СДПА і активною співпрацювала в її державному освітньому комітеті. З 1912 по 1929 рік Вагнер працювала позаштатною співробітницею в соціал-демократичному «Tagblatt» у Лінці, потім як постійна співробітниця до 1934 року. У 1923 році вона взяла на себе редагування недільного жіночого додатку до Tagblatt, де писала серійні романи, газетні статті та оповідання.
В 1934 році після заборони на професію вийшла на пенсію.

## Творча діяльність
Гедда Вагнер пережила часи Габсбурзької монархії, Першої світової війни, Першої республіки, націонал-соціалістичної диктатури, Другої світової війни та післявоєнний період. Під впливом цього досвіду вона присвятила себе історичним та гендерним дослідженням, цікавилась інтелектуальними тенденціями та політичними дебатами свого часу. Вагнер спочатку захоплювалась iдеями соціал-демократії, але після заборони партії в 1933 році і під впливом читання Артура Шопенгауера звернулася до буддизму. Перші художні роботи створила ще до Першої світової війни. Спочатку писала драматичні оповідання, пізніше романи та вірші.
Темою її літературної творчості стали соціальна нерівність, положення жінок, а також спогади про старий Лінц. Вона брала участь у соціал-демократичних жіночих організаціях і була секретаркою Державного комітету жінок Верхньої Австрії.
Гедда Вагнер написала велику кількість віршів і творів для газет, 15 романів і створила понад 200 пісень і дві опери.

## Вибрані твори
- Stadt der Flammen. Ein Alt-Linzer Roman. Ibis-Verlag, Linz 1946, OBV
- Im Zeichen der roten Nelke. Gedichte zu Parteifeiern. Linzer Volksbuchhandlung «Gutenberg», Linz 1928, OBV
- Sonatine op. 102 für Klavier. Certosa Verlag, Körborn 2021, OBV
- Zwei Tänze op. 92 für Klavier. Certosa Verlag, Körborn 2021, OBV